# Thomas Wins
Thomas Wins (* 1385; † vor 4. Februar 1465) war ein Berliner Ratsherr und Bürgermeister.

## Herkunft und Leben
Die Familie Wins war adeligen Ursprungs und ist seit dem Verlauf des 14. Jahrhunderts in der Mark Brandenburg nachweisbar. Über die Herkunft der Familie gibt es unterschiedliche Angaben: Einigen Quellen zufolge war sie ursprünglich in Frankfurt an der Oder ansässig, von wo aus Familienmitglieder nach Berlin und Kölln übersiedelten. Nach anderen Quellen stammte die Adelsfamilie Wins aus Winsen an der Luhe. Vater von Thomas Wins war Nickel Wins, der Vorname der dem Geschlecht Blankenfelde entstammenden Mutter ist nicht bekannt. Thomas Wins hatte vier Brüder: Michael Wins, Thomas Wins, Coppen Wins und Merten Wins. Bürger wurde Thomas Wins in der ersten Hälfte des 15. Jahrhunderts.
Ab 1426 war Thomas Wins – mit Unterbrechungen – für zehn Perioden Bürgermeister Berlins: von 1426 bis 1427, von 1428 bis 1429, von 1432 bis 1433, von 1434 bis 1435, von 1436 bis 1437, von 1438 bis 1439, von 1440 bis 1441, von 1443 bis 1444, von 1445 bis 1446 und von 1447 bis 1448.
Nach einer Verfügung von Friedrich II. von Brandenburg war nach der Auflösung des gemeinsamen Rates von Berlin und Kölln eine Bestätigung der gewählten Bürgermeister und Ratsmitglieder notwendig. Die Bestätigung von Thomas Wins als Bürgermeister datiert vom 16. April 1443.
Wegen Beteiligung am Aufruhr gegen Friedrich II. von Brandenburg 1448/1449 hatte sich Thomas Wins in Spandau vor Gericht zu verantworten. Er und seine Söhne verloren die ihnen verliehenen Lehen, die sie aber zum größten Teil bereits ein Jahr später wieder zurückerhielten. Auch wurde eine Geldstrafe verhängt und Wins verlor sein Amt als Bürgermeister, das allerdings später wieder von Mitgliedern der Familie bekleidet wurde.

## Trivia
Die für das Winsviertel im Berliner Ortsteil Prenzlauer Berg namensgebende Winsstraße ist nach Thomas Wins benannt.

## Familie
5 Kinder
- mit Gertrud Dannewitz (1395 – vor 1420)
  - Katharina (1418–1476) :⚭ Wilhelm von Blankenfelde
- mit Gertrud Glienicke (1390 – nach 1449)
  - Gertrud (1419–1436)
  - Hans (1420–1475)  Tochter Gertrud :⚭ Johannes II. von Blankenfelde
  - Valenthin (1421–1481)
  - Martin (1424–1494)